# Neomonoceratina brevicula
Neomonoceratina brevicula is een mosselkreeftjessoort uit de familie van de Schizocytheridae. De wetenschappelijke naam van de soort is voor het eerst geldig gepubliceerd in 1981 door Chen.